# 尼诺·瓦卡雷拉
尼诺·瓦卡雷拉（義大利語：Nino Vaccarella，1933年3月4日—2021年9月23日），生于意大利西西里岛巴勒莫，是一名前跑车赛和一级方程式车手。
他的主要成就包括赢得1964年勒芒24小时耐力赛以及1965年、1971年和1975年弗洛里奥盾的冠军。
1962年瓦卡雷拉被恩佐·费拉里选入一级方程式的法拉利车队，与约翰·瑟蒂斯、迈克·帕克斯、维利·迈雷斯、洛伦佐·班迪尼和卢多维科·斯卡尔菲奥蒂成为队友。他参加了五场大奖赛，但没有取得积分。